# سراجية (نبات)
سَراجِيَّة (الاسم العلمي: Lychnis)، جنس نباتات مُزهرة يتكون من 15-25 نوعًا من فصيلة القرنفلية. موأطنها أوروبا وآسيا وشمال إفريقيا.